# Tiago Luís Martins
Tiago Luís Martins (* 13. März 1989 in Ribeirão Preto) ist ein ehemaliger brasilianischer Fußballspieler. Der Rechtsfüßer wurde als Flügelstürmer oder Sturmspitze eingesetzt.

## Karriere
Tiago Luís begann seine Laufbahn unter anderem im Nachwuchsbereich des FC Santos. Bei dem Klub schaffte er 2008 den Sprung in den Profikader. Sein erstes Spiel bestritt er gleich in einem internationalen Klubwettbewerb. In der Copa Libertadores 2008 wurde er am 5. März im Spiel gegen Deportivo Guadalajara in der 59. Minute für Mariano Tripodi eingewechselt. Sein erstes Ligaspiel in der Série A bestritt der Spieler dann am 1. August 2008 gegen den FC São Paulo, nach Einwechslung in der 88. Minute für Marcinho Guerreiro. Im Auswärtsspiel gegen den Fluminense FC wurde der Spieler in der 76. Minute für Lima eingewechselt und erzielte in der 90. sein erstes Ligator.
Zur Saison 2009/10 wurde Tiago Luís nach Portugal an den União Leiria ausgeliehen. In der Saison bestritt er insgesamt 27 Spiele für den Klub. Davon 22 in der Liga und fünf im Taça da Liga. Dabei erzielte er einen Treffer im Pokal. Am Ende der Saison ging er für den Rest des Jahres zurück zu Santos. Danach wurde er an verschiedene unterklassige Klubs ausgeliehen und 2012 letztendlich abgegeben. Nach weiteren Wechseln kam Tiago Luís 2013 zum Chapecoense. Mit diesem wurde in der Saison Vizemeister und kehrte somit für die Saison 2014 in die Série A zurück. Anfang des Jahres wurde er zunächst an den Joinville EC, kehrte dann aber im Laufe des Jahres zu Chapecoense zurück. Am Jahresende wechselte der Spieler zum América Mineiro. Mit diesem startete er 2016 in die Saison und bestritt insgesamt 29 Spiele für den Klub, bis er Ende Juni 2016 zu Paysandu SC ging. 
Zum Start der Saison 2017 zeichnete Tiago Luís einen Kontrakt über zwei Jahre beim Goiás EC. Nach Auslaufen des Vertrages wechselte Tiago Luís zur Saison 2019 zum EC São Bento. Der Kontrakt erhielt eine einjährige Laufzeit. Nach Austragung der Staatsmeisterschaft ging Tiago Luís für die Meisterschaftsrunde zurück zu Paysandu. Im Dezember 2019 wurde dann sein Wechsel nach Thailand zum Rayong FC bekannt. Im August 2020 kehrte er in seine Heimat Brasilien zurück. Hier unterschrieb er einen Vertrag beim Zweitligisten AD Confiança in Aracaju. Nach Beendigung der Série B 2020 im Januar 2021 verließ er den Klub wieder. Danach trat er mit dem Sao Bernardo FC bis Ende Mai 2021 in der Staatsmeisterschaft von São Paulo an. Den Rest des Jahres war Tiago Luís ohne Vertrag.
Im Januar 2022 unterzeichnete Tiago Luís beim Brasiliense FC. Der Vertrag erhielt eine Laufzeit bis Jahresende. Bereits nach Beendigung der Spiele um die Distriktmeisterschaft von Brasília verließ der Spieler den Klub wieder und unterzeichnete im April beim FC Cascavel. Mit dem Klub trat er für den Rest des Jahres noch in der Série D 2022 an. Auch in der Folge trat er für unterklassige Klubs in seiner Heimat an. In der Saison 2023 beendete er seine aktive Laufbahn.

## Erfolge
América
- Staatsmeisterschaft von Minas Gerais: 2016

Goiás
- Staatsmeisterschaft von Goiás: 2017, 2018